# Élections sénatoriales de 2014 en Tarn-et-Garonne
Les élections sénatoriales de 2014 en Tarn-et-Garonne ont lieu le dimanche 28 septembre 2014. Elles ont pour but d'élire les deux sénateurs représentant le département au Sénat pour un mandat de six ans.

## Contexte départemental
Le département de Tarn-et-Garonne fait partie des départements appartenant, avant la réforme de l'élection des sénateurs, à la série C. La moitié de cette série, dont les sénateurs ont été renouvelés pour la dernière fois en 2004, a été intégrée à la nouvelle série 1 renouvelée en 2011, l'autre moitié, dont le Tarn-et-Garonne, rejoint la Série 2 renouvelable en 2014. Les sénateurs sortants ont donc effectué un mandat de 9 ans, prolongé d'un an par le décalage des élections municipales et sénatoriales de 2007. 
Lors des élections sénatoriales de 2004, deux sénateurs ont été confortablement réélus dès le 1er tour au scrutin majoritaire : Jean-Michel Baylet et Yvon Collin, tous deux sénateurs radicaux sortants.  
Ils sont, l'un et l'autre, à nouveau candidats en 2014. Jean-Michel Baylet est candidat avec l'investiture de son parti, investiture également donnée à Francis Labruyère président de l'association des maires du Tarn-et-Garonne, tandis qu'Yvon Collin se présente en candidat divers gauche. Celui-ci bénéficie malgré tout du soutien, en sous main, de l'UMP locale qui ne soutient officiellement que François Bonhomme et a pour objectif de « faire battre Baylet »
Depuis 2004, le collège électoral, constitué des grands électeurs que sont les sénateurs sortants, les députés, les conseillers régionaux, les conseillers généraux et les délégués des conseils municipaux, a été entièrement renouvelé. 
Le corps électoral appelé à élire les nouveaux sénateurs résulte des élections législatives de 2012 à l'issue desquelles le PS gagne une circonscription, permettant à la gauche de détenir tous les sièges de parlementaires du département, les élections régionales de 2010 qui ont conforté la majorité de gauche au conseil régional de Midi-Pyrénées, les élections cantonales de 2011 qui ont maintenu la nette majorité de gauche au sein de l'assemblée départementale présidée par Jean-Michel Baylet et surtout les élections municipales de 2014 qui n'ont pas vu de bouleversement dans le département: pour les communes de plus de 3 500 habitants, seule Nègrepelisse a connu l'alternance, passant à cette occasion de gauche à droite.  

## Rappel des résultats de 2004
|                | Yvon Collin             | PRG            | 365 | 61,97  |  |  |
|                | Jean-Michel Baylet      | PRG            | 354 | 60,10  |  |  |
|                | Alain Gabach            | UMP            | 148 | 25,13  |  |  |
|                | Martine Besse-Bournazel | UMP            | 119 | 20,20  |  |  |
|                | Robert Lagrèze          | DVD            | 79  | 13,41  |  |  |
|                | Hugues Bauchy           | PCF            | 29  | 4,92   |  |  |
|                | Marie-Claude Bouyssi    | PCF            | 25  | 4,24   |  |  |
|                | Philippe Riey           | FN             | 7   | 1,19   |  |  |
|                | Yves Vidaillac          | EXG            | 5   | 0,85   |  |  |
|                | Dominique Fevre         | DIV            | 0   | 0,00   |  |  |
|                |                         |                |     |        |  |  |
| Inscrits       | Inscrits                | Inscrits       | 612 | 100,00 |  |  |
| Abstentions    | Abstentions             | Abstentions    | 5   | 0,82   |  |  |
| Votants        | Votants                 | Votants        | 607 | 99,18  |  |  |
| Blancs et nuls | Blancs et nuls          | Blancs et nuls | 18  | 2,97   |  |  |
| Exprimés       | Exprimés                | Exprimés       | 589 | 97,03  |  |  |

## Sénateurs sortants
| Sénateur | Sénateur           | Parti | Fonctions lors de l'élection en 2004                                              |
| -------- | ------------------ | ----- | --------------------------------------------------------------------------------- |
|          | Yvon Collin        | DVG   | Sénateur sortant, maire de Caussade                                               |
|          | Jean-Michel Baylet | PRG   | Sénateur sortant, président du conseil général, président de la CC des Deux Rives |

## Collège électoral
En application des règles applicables pour les élections sénatoriales françaises, le collège électoral appelé à élire les sénateurs du Tarn-et-Garonne en 2014 se compose de la manière suivante :
| Délégués des communes                             |                        |                       |                       |          |                     |
|                                                   | Conseillers municipaux | Délégués / commune    | Communes concernées   | Délégués | % collège électoral |
| Délégués des communes de moins de 9 000 habitants |                        |                       |                       |          |                     |
| - communes de < 100 habitants                     | 7                      | 1                     | 9                     | 9        | 1,24%               |
| - communes de < 500 habitants                     | 11                     | 1                     | 91                    | 91       | 12,52%              |
| - communes de < 1500 habitants                    | 15                     | 3                     | 67                    | 201      | 27,65%              |
| - communes de < 2 500 habitants                   | 19                     | 5                     | 11                    | 55       | 7,57%               |
| - communes de < 3 500 habitants                   | 23                     | 7                     | 3                     | 21       | 2,89%               |
| - communes de < 5 000 habitants                   | 27                     | 15                    | 7                     | 105      | 14,44%              |
| - communes de < 9 000 habitants                   | 29                     | 15                    | 4                     | 60       | 8,25%               |
| Délégués des communes de 9 000 à 29 999 habitants |                        |                       |                       |          |                     |
| - communes de < 10 000 habitants                  | 29                     | 29                    | 0                     | 0        | 0,00%               |
| - communes de < 20 000 habitants                  | 33                     | 33                    | 2                     | 66       | 9,08%               |
| - communes de < 30 000 habitants                  | 35                     | 35                    | 0                     | 0        | 0,00%               |
| Délégués des communes de 30 000 habitants et plus |                        |                       |                       |          |                     |
| - Montauban (56 536 hab.)                         | 45                     | 78                    | 1                     | 78       | 10,73%              |
| Délégués des communes                             | Délégués des communes  | Délégués des communes | Délégués des communes | 686      | 94,36%              |
| Conseillers généraux                              | Conseillers généraux   | Conseillers généraux  | Conseillers généraux  | 30       | 4,13%               |
| Conseillers régionaux                             | Conseillers régionaux  | Conseillers régionaux | Conseillers régionaux | 7        | 0,96%               |
| Députés                                           | Députés                | Députés               | Députés               | 2        | 0,28%               |
| Sénateurs                                         | Sénateurs              | Sénateurs             | Sénateurs             | 2        | 0,28%               |
| Total                                             | Total                  | Total                 | Total                 | 727      | 100,00%             |

1. ↑  Dans les communes de moins de 9 000 le conseil municipal élit en son sein des délégués dont le nombre dépend de la taille de la commune.
2. ↑  Dans les communes de 9 000 à 29 999 habitants, tous les conseillers municipaux sont délégués. Il n'y a pas de délégués supplémentaires
3. ↑  Dans les communes de plus de 30 000 habitants, tous les conseillers municipaux sont délégués et, en complément, le conseil municipal désigne des délégués supplémentaires à raison de 1 par tranche de 800 habitants au-delà de 30 000 habitants

## Présentation des candidats
Les nouveaux représentants sont élus pour une législature de 6 ans au suffrage universel indirect par les grands électeurs du département. Dans le Tarn-et-Garonne, les deux sénateurs sont élus au scrutin majoritaire à deux tours. Ils sont 10 candidats dans le département, chacun avec un suppléant.
| T/S | Candidats | Candidats                 | Parti | Principale fonction                                                               |
| --- | --------- | ------------------------- | ----- | --------------------------------------------------------------------------------- |
| T01 |           | Thierry Viallon           | FN    | Conseiller municipal de Montauban                                                 |
| S01 |           | Marie-Claude Dulac        | FN    | Conseillère municipale de Moissac                                                 |
| T02 |           | Jean-Louis Matharan       | DVG   |                                                                                   |
| S02 |           | Françoise Longagne        | DVG   |                                                                                   |
| T03 |           | Michel de Grande          | UDI   |                                                                                   |
| S03 |           | Corinne Gombao-Virchenaud | UDI   |                                                                                   |
| T04 |           | Yvon Collin               | DVG   | Sénateur sortant                                                                  |
| S04 |           | Marie-Josèphe Dauch       | DVG   | Conseillère municipale d'Esparsac                                                 |
| T05 |           | Pierre Verdier            | DLR   |                                                                                   |
| S05 |           | Stéphanie Raissaiguier    | DLR   |                                                                                   |
| T06 |           | Marie Claude Bouyssi      | PCF   |                                                                                   |
| S06 |           | David Pellicer            | PCF   | Conseiller municipal de Labastide-Saint-Pierre                                    |
| T07 |           | François Bonhomme         | UMP   | Maire de Caussade                                                                 |
| S07 |           | Jacqueline Tonin          | UMP   |                                                                                   |
| T08 |           | Jean-Michel Baylet        | PRG   | Sénateur sortant, président du conseil général, président de la CC des Deux Rives |
| S08 |           | Dominique Salomon         | PRG   | Vice-présidente du conseil régional                                               |
| T09 |           | Francis Labruyère         | PRG   | Maire de Villemade                                                                |
| S09 |           | Françoise Pizzini         | PRG   | Maire de Lacourt-Saint-Pierre                                                     |
| T10 |           | Annie Bonnefont           | EELV  | Conseillère régionale                                                             |
| S10 |           | Alain Jean                | EELV  |                                                                                   |

## Résultats
| Candidat et parti politique | Candidat et parti politique | Candidat et parti politique | Premier tour | Premier tour | Second tour | Second tour |
| Candidat et parti politique | Candidat et parti politique | Candidat et parti politique | Voix         | %            | Voix        | %           |
| --------------------------- | --------------------------- | --------------------------- | ------------ | ------------ | ----------- | ----------- |
|                             | Yvon Collin                 | DVG                         | 404          | 55,96        |             |             |
|                             | François Bonhomme           | UMP                         | 317          | 43,91        | 363         | 50,84       |
|                             | Jean-Michel Baylet          | PRG                         | 270          | 37,40        | 295         | 41,32       |
|                             | Francis Labruyère           | PRG                         | 183          | 25,35        |             |             |
|                             | Jean-Louis Matharan         | DVG                         | 44           | 6,09         | 14          | 1,96        |
|                             | Michel De Grande            | UDI                         | 40           | 5,54         |             |             |
|                             | Thierry Viallon             | FN                          | 38           | 5,26         | 13          | 1,82        |
|                             | Marie-Claude Bouyssi        | PCF                         | 34           | 4,71         |             |             |
|                             | Annie Bonnefont             | EELV                        | 33           | 4,57         | 29          | 4,06        |
|                             | Pierre Verdier              | DLR                         | 2            | 0,28         |             |             |
|                             |                             |                             |              |              |             |             |
| Inscrits                    | Inscrits                    | Inscrits                    | 727          | 100,00       | 727         | 100,00      |
| Abstentions                 | Abstentions                 | Abstentions                 | 1            | 0,14         | 1           | 0,14        |
| Votants                     | Votants                     | Votants                     | 726          | 99,86        | 726         | 99,86       |
| Blancs                      | Blancs                      | Blancs                      | 2            | 0,28         | 5           | 0,69        |
| Nuls                        | Nuls                        | Nuls                        | 2            | 0,28         | 7           | 0,96        |
| Exprimés                    | Exprimés                    | Exprimés                    | 722          | 99,45        | 714         | 98,35       |